# London Array
Il London Array è un parco eolico in mare aperto sull'estuario del Tamigi nel Regno Unito.
Con 630 MW nominali di capacità, è il secondo parco eolico offshore  più grande al mondo, dopo Walney Extension (659 MW). Il sito è di oltre 20 chilometri al largo della Foreland Nord sulla costa del Kent nell'area della Long Sand e Kentish Knock, tra Margate in Kent e Clacton in Essex.
La prima fase della creazione del parco è stata completata nel marzo 2011 con 175 turbine e una capacità di 630 MW, e diventato completamente operativo l'8 aprile 2013. Fu inaugurato dal primo ministro David Cameron il 4 luglio 2013.
La proprietà è al 50% DONG Energy, 30% di E.ON e al 20% Masdar.
Il parco eolico è stato costruito da London Array Limited, un consorzio di Shell WindEnergy Ltd, E.ON UK Renewables e DONG Energy.
Nel maggio 2008 Shell si è tirata fuori dal progetto.